# Bäder Antisemitismus

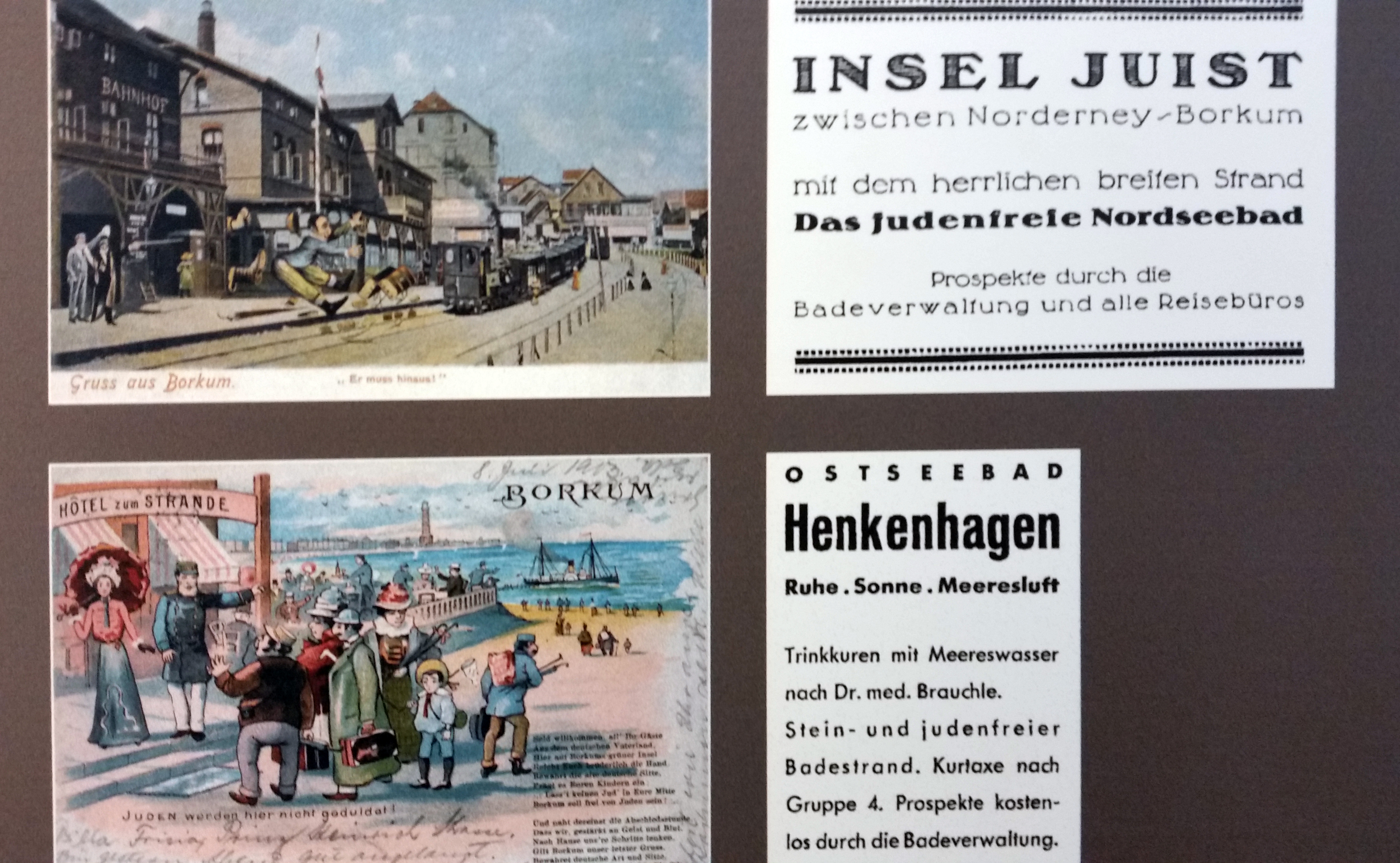
Cartes postales et publicités antisémites pour des stations balnéaires vers 1900.

Le Bäder Antisemitismus est l'expression, en allemand, désignant l'antisémitisme qui sévit dans les stations balnéaires et thermales, principalement, mais pas exclusivement, dans les pays germanophones, avant l'arrivée au pouvoir du nazisme en Allemagne. Dès le début du XIXe siècle, de nombreuses stations allemandes excluent ou discriminent leurs hôtes juifs. En Autriche, cette notion est aussi connue sous le nom de Sommerfrischen-Antisemitismus (Antisémitisme des stations estivales). Même aux États-Unis, il y eut avant la Seconde Guerre mondiale, un Resort Antisemitism.
La première étude vraiment détaillée sur le sujet a été publiée par l'historien Frank Bajohr (de).

## Allemagne
Les premières stations de bains de mer allemandes sont déjà ouvertes avant 1800, mais sont principalement réservées à l'aristocratie et à une petite minorité de grands bourgeois comme dans les stations thermales curatives. Ce n'est qu'à partir des années 1870 que ce type de séjour devient abordable pour des citoyens moins riches et que les vacances à la plage deviennent à la mode. Les stations les moins renommées dépendent d'une clientèle de petits bourgeois, dont la grande majorité est fortement antisémite, et donc ces stations décident de les attirer avec une publicité anti-juive L'antisémitisme social est alors utilisé de façon ponctuelle par l'administration des stations afin de s'imposer face à la concurrence. Dans de nombreux cas, l'agitation antisémite est directement provoquée par les clients eux-mêmes. La principale raison est la jalousie, les vacances à la plage sont considérées comme un prestige social et la petite bourgeoisie ne peut admettre la présence de Juifs qu'ils considèrent comme des « parvenus ».
Le journal du Comité central des Juifs allemands publie régulièrement des listes de stations balnéaires, d'hôtels et de pensions antisémites, et ces listes avec le temps deviennent de plus en plus longues. Déjà en 1899, la mise en garde comprend 30 lieux de vacances. Ces listes deviendront superflues en 1933, après la prise de pouvoir nationale-socialiste, car en principe toutes les stations balnéaires et de cure sont interdites aux Juifs.
Dans ces listes, la majorité des lieux cités sont des stations balnéaires et des îles entières de la mer Baltique et de la mer du Nord. Se retrouvent en permanence, les îles de Borkum, de Juist, de Wangerooge, de Langeoog, de Spiekeroog, les villes de Scharbeutz, de Müritz, de Zinnowitz, de Sellin auf Rügen, de Bansin et de Heiligenhafen. À l'inverse les îles de Norderney, d'Heligoland, les villes de Westerland, de Wyk auf Föhr et d'Heringsdorf n'ont pas effectué de publicité antisémite et sont considérés comme ayant bien accueilli leurs clients juifs.
D'après Frank Bajohr, aucune autre région de vacances d'Allemagne n'a rassemblé avant 1933 autant de lieux antisémites.
À la fin du XIXe siècle, de nombreuses stations balnéaires n'hésitent pas à se déclarer judenfrei (exempts de Juifs), comme Borkum en 1897 dans un guide touristique de l'île. Une chanson est même composée, le Borkumlied, qui est jouée tous les jours dans l'établissement de bains et reprise en chœur par les curistes, et dont les paroles peuvent se traduire par:      

« À Borkum, seul l'esprit allemand est en vigueur, et seul l'allemand est notre bannière. Nous maintenant pur l'honneur de la Germanie et pour toujours! Quant à celui qui s'approche avec ses pieds plats, son nez crochu et ses cheveux crépus, celui-ci ne peut pas profiter de la plage, il doit partir, il doit partir! »

Dès la fin du XIXe siècle, Borkum est déjà considérée comme une citadelle antisémite. À l'entrée de nombreux hôtels et restaurants, une pancarte indique : « Interdit aux Juifs et aux chiens ». Certains même affichent des itinéraires de Borkum à Jérusalem (sans possibilité de retour). Un guide touristique de 1910  sur les stations balnéaires de la mer du Nord, conseille aux Israélites de ne surtout pas visiter Borkum, de peur d'être importunés de façon très brutale par une partie des résidents très antisémites.
Sous la république de Weimar, l'agitation antisémite devient de plus en plus radicale. Après la Première Guerre mondiale, les Juifs sont dénoncés comme profiteurs de guerre et profiteurs de l'inflation. Les attaques brutales contre les Juifs sont de plus en plus fréquentes. Zinnowitz s'inspire de Borkum et crée un Zinnowitzlied dont les premières phrases sont :

« Quiconque de la tribu de Manassé tente de s'approcher, qu'il sache qu'il n'est pas le bienvenu. Nous ne voulons pas de race étrangère! Que le youpin reste loin de Zinowitz. »

Dans les années 1920, même sur Norderney les hôtes juifs sont plutôt tolérés que bien accueillis. Le drapeau de Weimar aux couleurs nationales noir-rouge-or est considéré dans les stations balnéaires comme le chiffon des Juifs, et on hisse plutôt le drapeau des Hohenzollern noir-blanc-rouge, et parfois, même avant 1933, le drapeau avec la croix gammée.
Le journal Greifswalder Zeitung du 19 août 1920 écrit, concernant la ville de Swinemünde située sur l'île de Usedom (devenue polonaise après la Seconde Guerre mondiale sous le nom de Świnoujście): 

« Le samedi soir, vers les onze heures, se déroulent sur la promenade de la plage des manifestations antisémites. Une foule importante, comprenant des soldats de la Reichswehr et de la Marine, se presse avec des chants et de la musique devant différents restaurants. Là, après avoir chanté des chansons patriotiques et entendu des discours antisémites, des menaces sont proférées à l'encontre des hôtes juifs de la station. »

Durant l'été 1920, des affiches reprenant les mots d'ordre antisémites du mouvement Deutschvölkischen Schutz- und Trutz-Bundes (Ligue de protection et de défense du peuple allemand) sont placardées sur l'île de Wangerooge, et des drapeaux à croix gammée sont hissés sur la plage. L'auteur d'origine juive Victor Klemperer, qui a passé, à plusieurs reprises, dans les années 1920, des vacances à Heringsdorf, écrit en 1927 sur Zinnowitz ainsi que sur l'île d'Usedome : 

« Zinnowitz serait une station balnéaire comme les autres, si ici on ne mettait pas l'accent sur le fait qu'elle est exempte de Juifs. Dans sa purification des Juifs, elle est même supérieure à Bansin. Sur la très longue jetée, flotte le drapeau à croix gammée. »

Il y a bien sporadiquement des tentatives pour mettre un frein à l'antisémitisme flagrant. Ainsi le gouvernement régional d'Aurich fait interdire en 1924 de jouer le Borkumlied et utilise sa police pour faire respecter cette interdiction. Mais le tribunal de première instance d'Emden et le tribunal administratif supérieur prussien lèvent cette interdiction de jouer : « comme l'interdiction concerne l'établissement de bains, et que la mélodie sert aussi de support à d'autres textes, le fait de jouer de façon instrumentale la chanson, n'entraîne aucune responsabilité quant au contenu du Borkumlied ».  
Après leur prise de pouvoir, les nazis renforcent la propagande antisémite dans les stations balnéaires. Le NSDAP (Parti national-socialiste des travailleurs allemands) se charge directement de la propagande. Dès 1935, les Juifs sont définitivement chassés de toutes les plages de la mer Baltique et de la mer du Nord allemande. Le décret de juillet 1937 du ministère de l'Intérieur du Reich allemand est donc en réalité superflu.

## Autriche
Le pendant aux vacances à la plage pour les citoyens autrichiens, éloignés de la mer, est le séjour dans les Sommerfrische (textuellement : fraîcheur de l'été), les stations estivales. Là aussi, l'antisémitisme remonte déjà bien avant 1900. Contrairement aux stations allemandes, en Autriche, l'agitation a été initiée centralement par les offices de tourisme et les agences de voyages, et ce n'est qu'après que se sont exacerbés les  ressentiments existants chez les vacanciers. Ainsi, le délégué au Conseil impérial, le prêtre social-chrétien Josef Scheicher écrit en 1900 : « Où les gens crachent, il n'y a que des Juifs. Toutes les stations estivales, toutes les stations balnéaires, toutes les stations de cure d'hiver regorgent de Juifs ».
Kitzbühel au Tyrol joue un rôle précurseur dès 1897, où l'office de tourisme décide : « Les demandes provenant de Juifs ne doivent pas être prises en compte ». Un avertissement en ce sens est imprimé sur les catalogues touristiques de la ville. La ville de Tragöß en Styrie fait imprimer en 1908 des affiches : « Pas de place pour les Juifs et leurs rejetons ». Pöllau, aussi en Styrie, se désigne comme la station estivale aryenne de première classe. D'autres stations n'autorisent le séjour qu'aux aryens. Dans la Wachau et à Schladming, les « Juifs ne sont pas les bienvenus ». Dans d'autres stations, la tournure est plus discrète, comme : « Séjour agréable pour les familles chrétiennes ».
Le nombre de stations interdites aux Juifs en Autriche est à peu près le double de celles du Reich allemand. 
Après la Première Guerre mondiale et la fin de la monarchie, le ton devient plus agressif et les attaques contre les Juifs se multiplient. En 1920, le syndicat des enseignants du land de Haute-Autriche qualifie les résidents juifs de Bad Ischl « de trafiquants interlopes et de détrousseurs du peuple ». Avant 1938 et l'annexion de l'Autriche par l'Allemagne nazie, Bad Ischl, Bad Gastein et Bad Aussee recevaient un pourcentage relativement élevé de vacanciers juifs. En 1924, à Baden bei Wien, à 26 km au sud de Vienne, les nazis demandent aux Juifs de quitter la ville et d'émigrer en Palestine. Dans la presse locale les articles antisémites sont de plus en plus fréquents et violents.  
L'Österreichischer Gebirgsverein (Club alpin autrichien), fondé en 1890, n'accepte en tant que membres que les « concitoyens allemands ». En 1905, est fondée à Vienne une section du Club alpin germano-autrichien qui ne recrute exclusivement que des « descendants d'Allemands aryens ».

## États-Unis
Le Resort antisemitism n'est mentionné que marginalement dans les publications américaines concernant l'antisémitisme. L'exclusion des vacanciers juifs commence aussi là dès le XIXe siècle. Beaucoup d'hôtels ne se cachent pas pour dire qu'ils n'accueillent pas les Juifs en affichant une pancarte indiquant : « No Dogs ! No Jews ! » (« Pas de chiens ! Pas de Juifs ! ») ou « No Hebrews wanted ! » (« Hébreux indésirables »). Parfois, l'interdiction est plus discrète et les affiches mentionnent : « Restricted Clientele » (« Clientèle restreinte ») ou « Selected Guests » (« Hôtes sélectionnés »). Lors d'une étude nationale réalisée en 1957, l'Anti-Defamation League (Ligue antidiffamation) américaine indique que 23 pour cent des hôtels interrogés déclarent que les Juifs sont indésirables chez eux.
Le premier cas documenté de Resort Antisemitism date de 1877 à Saratoga Springs, où Henry Hilton refuse l'admission du banquier juif d'origine allemande Joseph Seligman. Il expliquera plus tard son refus en disant que les clients les plus fortunés ne viendront plus en cas de présence de Juifs dans l'hôtel.
Vers la fin du XIXe siècle, les magnats du chemin de fer Henry Morrison Flagler et Henry Bradley Plant aménagent la côte est de la Floride, créent Palm Beach et développent Miami. Une indication sournoise dans la publicité, mentionnant que les stations sont « socially comfortable », indique que les Juifs (et bien sûr aussi les noirs) n'y sont pas les bienvenus en tant que résidents. 
La conséquence de ces exclusions, est la création de résidences et de stations de vacances et de cure exclusivement juives. Une des plus fameuses est celle connue sous le nom de Borscht Belt au pied des montagnes Catskill, surnommées les « Alpes juives ». Le nom Bortsch Belt vient du bortsch, le potage à la betterave, populaire en Europe de l'Est, d'où étaient originaires de nombreux Juifs américains. Cette région, située à environ 160 kilomètres au nord-ouest de la ville de New York, avait été, dès les années 1820 exploitée par des fermiers juifs. Les premiers vacanciers juifs s'y rendent dans les années 1870, avec pour conséquence que de nombreuses fermes abandonnent alors l'agriculture pour ouvrir des pensions de famille ou des hôtels. Au début du XXe siècle, un sanatorium pour les malades juifs atteint de la tuberculose s'ouvre dans les Catskill, car aucun autre sanatorium n'accepte de malades juifs. En 1952, il y avait environ 500 hôtels et pensions dans la Bortsch Belt.